# والتر کریستالر
والتر کریستالر (انگلیسی: Walter Christaller؛ ۲۱ آوریل ۱۸۹۳ – ۱۹۶۹) یک جغرافی دان اهل آلمان بود.